# جزایر کرگولن

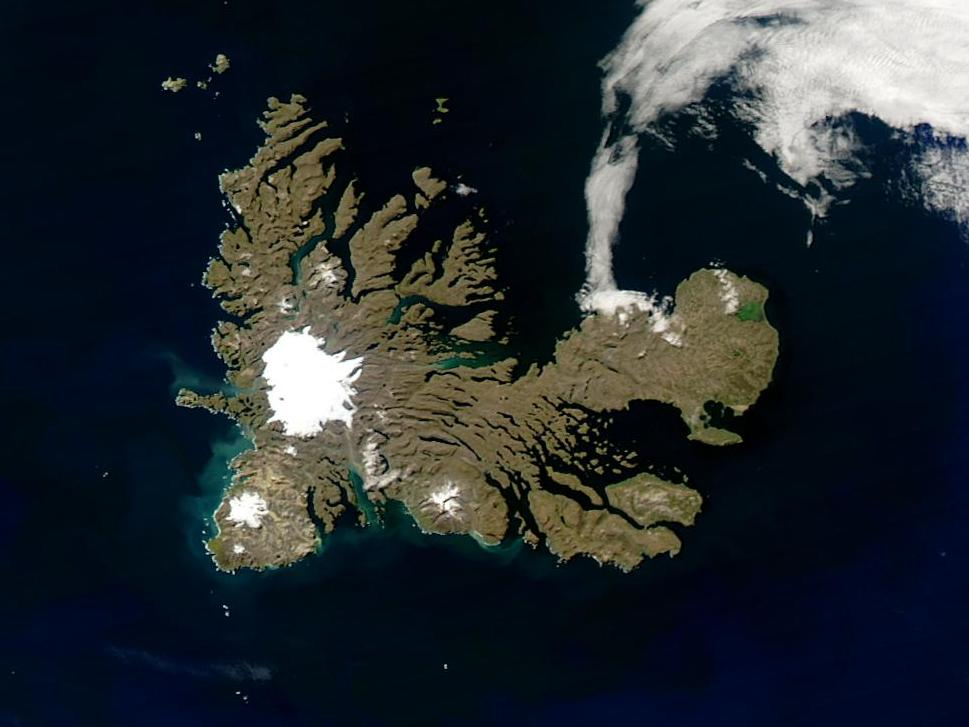
دید ماهواره‌ای از جزایر کرگولن.

جزایر کرگولن (در فرانسوی: Îles Kerguelen) گروهی از جزایر کوچک در اقیانوس هند هستند.
این جزایر در جنوبی‌ترین بخش اقیانوس هند واقع شده‌اند و هوای بسیار سرد آن‌ها سبب شده گردشگران به ندرت به این منطقه بیایند و جزیرهٔ اصلی متروکه شده‌است. فاصله آن با نزدیک‌ترین منطقه ای که انسان در آن زندگی می‌کند ۳۳۰۰ کیلومتر است.
این جزایر به همراه سرزمین ادلی، جزایر کروزه، آمستردام، و سن پل سرزمین‌های جنوبی و جنوبگانی فرانسه را تشکیل می‌دهند و به گونه مستقل و جدا مدیریت می‌شوند. جمعیت ثابتی در این جزایر وجود ندارد اما فرانسه همواره جمعیتی نزدیک به ۵۰ تا ۱۰۰ دانشمند، مهندس، و پژوهشگر را در این جزایر سکونت می‌دهد.